# Lliga de Tanganyika de futbol
La lliga de Tanganyika de futbol fou la competició de futbol de Tanganyika (Tanzània continental) entre 1982 i 2003. A partir del 2004, la lliga de Zanzíbar de futbol (Tanzània insular) rebé el reconeixement oficial de la CAF i el campionat de Tanganyika esdevingué lliga tanzana de futbol.

## Historial
- 1982 : Pan African FC (Dar es Salaam)
- 1983 : Young Africans FC (Dar es Salaam)
- 1984 : Simba SC (Dar es Salaam)
- 1985 : Young Africans FC (Dar es Salaam)
- 1986 : Tukuyu Stars
- 1987 : Young Africans FC (Dar es Salaam)
- 1988 : Coastal Union (Tanga)
- 1989 : Young Africans FC (Dar es Salaam)
- 1990 : Simba SC (Dar es Salaam)
- 1991 : Young Africans FC (Dar es Salaam)
- 1992 : Young Africans FC (Dar es Salaam)
- 1993 : Young Africans FC (Dar es Salaam)
- 1994 : Simba SC (Dar es Salaam)
- 1995 : Simba SC (Dar es Salaam)
- 1996 : Young Africans FC (Dar es Salaam)
- 1997 : Young Africans FC (Dar es Salaam)
- 1998 : Young Africans FC (Dar es Salaam)
- 1999 : Mtibwa Sugar (Turiani)
- 2000 : Mtibwa Sugar (Turiani)
- 2001 : Simba SC (Dar es Salaam)
- 2002 : Young Africans FC (Dar es Salaam)
- 2003 : Simba SC (Dar es Salaam)
- Des de 2004 vegeu lliga tanzana de futbol